# Grammonota kincaidi
Grammonota kincaidi là một loài nhện trong họ Linyphiidae.
Loài này thuộc chi Grammonota. Grammonota kincaidi được Richard C. Banks miêu tả năm 1906.